# M.シャドウズ
M.シャドウズ（M. Shadows、1981年7月31日 - ）はアメリカのヘヴィメタル・バンド、アヴェンジド・セヴンフォールドのヴォーカリストで結成メンバーの一人。本名マシュー・チャールズ・サンダース（Matthew Charles Sanders）。

## 経歴
1981年7月31日、カリフォルニア州ファウンテンバレーで生まれ、ハンティントンビーチで育った。アイルランドとイタリアの血を引く。ローマカトリック教徒。2歳年下の妹は、元WNBA選手のエイミー・サンダース 。
父親から初めてガンズ・アンド・ローゼズなどのバンドのカセットを渡されたことがきっかけでロックに興味を持ち、ヘヴィメタルでは、年齢を重ね、ギターを弾き始めるにつれて興味が高まっていった。また、ピアノでの音楽経験が、ギターと彼の声のスキルを向上させる大きな要因となったと語っている。ハンティントン・ビーチ高校に通っている際は、パンク・ロック・バンド「Successful Failure」で短期間だけ活動していた。その後、1999年に中学時代の友人であるザッキー・ヴェンジェンス、ザ・レヴ、マット・ウェントとともにヘヴィメタル・バンド「アヴェンジド・セヴンフォールド」を結成した。